# 1901 na música

## Nascimentos
| Data           | Nome                     | Profissão                                                                 | Nacionalidade    | Observações | Ref |
| -------------- | ------------------------ | ------------------------------------------------------------------------- | ---------------- | ----------- | --- |
| 27 de Março    | Enrique Santos Discépolo | poeta, compositor, actor e autor de peças de teatro e de letras de tangos | Argentina        | m. 1951     |     |
| 29 de Abril    | Tino Rossi               | cantor e actor                                                            | França           | m. 1983     |     |
| 4 de Agosto    | Louis Armstrong          | músico                                                                    | Estados Unidos   | m. 1971     |     |
| 9 de setembro  | James Blades             | Percussionista                                                            | Inglaterra       | m. 1999     |     |
| 29 de Outubro  | Daniele Amfitheatrof     | maestro e compositor                                                      | Rússia           | m. 1983     |     |
| 22 de Novembro | Joaquín Rodrigo          | compositor e maestro                                                      | Espanha espanhol | m. 1999     |     |

## Mortes

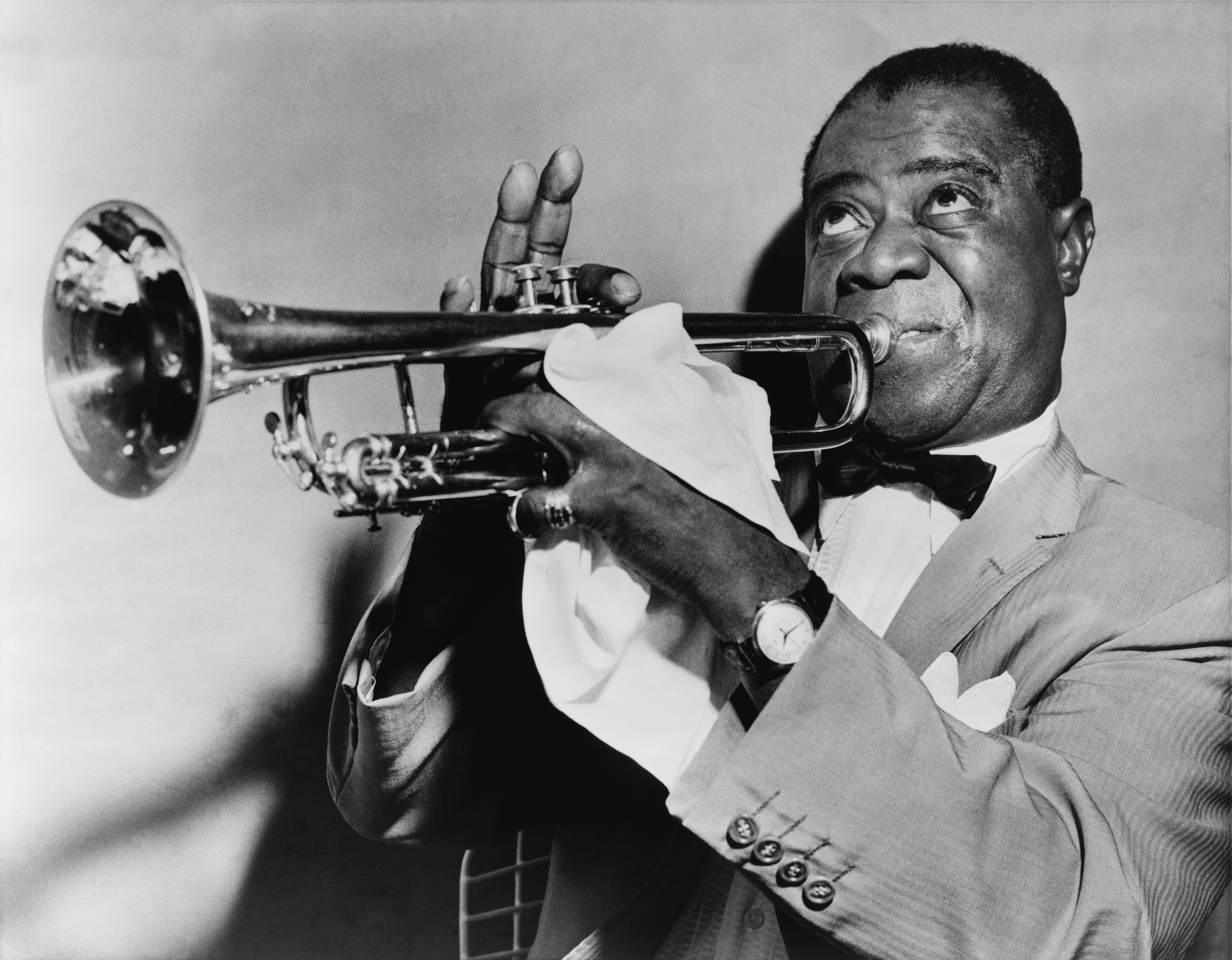
Louis Armstrong.

| Data          | Nome           | Profissão            | Nacionalidade | Observações | Ref |
| ------------- | -------------- | -------------------- | ------------- | ----------- | --- |
| 27 de Janeiro | Giuseppe Verdi | compositor de óperas | Itália        | n. 1813     |     |